# Cristália
Cristália – miasto i gmina w Brazylii, w stanie Minas Gerais. Znajduje się w mikroregionie Grão Mogol.